# 格哈德·哈尼尔
格哈德·哈尼尔（德語：Gerhard Haniel；1774年11月21日—1834年8月23日）是一位德国企业家。他出生于鲁尔奥特（今为杜伊斯堡的一个区）。

## 生平
格哈德·哈尼尔是雅各布·威廉·哈尼尔和阿莱塔·哈尼尔（娘家姓努特）所生的第三个在世的孩子。他很可能与弟弟弗朗茨·哈尼尔接受类似的学校教育。之后，他便开始在母亲阿莱塔于1782年守寡后经营的家族企业中帮忙。
1793年，他19岁时前往科隆，在安东·弗朗茨·卡西诺内手下进修，卡西诺内是哈尼尔家族在法国有分支机构的商业伙伴。1794年秋季，法国革命军占领莱茵河左岸地区后，他返回鲁尔奥特。
自1796年起，他和弟弟弗朗茨一样，在母亲名下的“J·W·哈尼尔遗孀”公司工作。他主要负责将煤炭销往J. G. 吕泽公司，该公司自1796年起就有哈尼尔家族的股份。在这个职位上，他代表母亲参与经营。但他与该公司的合伙人之一卡尔·弗里德里希·格特曼发生冲突，后者批评他账目管理不善。1802年，吕泽公司最终解散。同年，格哈德·哈尼尔创立自己的煤炭贸易与航运公司。其合作伙伴包括吕泽公司原来的两位合伙人：一位是吕泽家族成员，另一位可能是他的表兄彼得·海因里希·努特。
起初，这家公司与他弟弟弗朗茨的煤炭贸易公司共用账目，也就是说两人共担风险，一方破产将牵连另一方。该公司至少经营到1809年，并且似乎非常成功。例如，到1806年，他的航运公司已拥有8艘在鲁尔河上航行的货船，所谓“纳亨”船，而弗朗茨当时仅拥有6艘。
从1802年起，他也参与母亲公司的经营。1809年，公司解散，业务由他与弟弟弗朗茨瓜分。1805年，他与弟弟弗朗茨共同收购女修道院院长玛丽亚·库尼贡德在圣安东尼和新埃森两座炼铁厂的股份。第三位股东是他们的妹夫戈特洛布·雅各比。1808年又购入美好希望炼铁厂，加上妹夫海因里希·胡伊森的参股，他们联合创办雅各比、哈尼尔与胡伊森炼铁公司，也就是后来的美好希望冶炼厂。雅各比于1823年去世后，公司由几位合伙人轮流管理。
1817年，他曾取得鲁尔河盐运的独家经营权至少一年，这表明他的航运公司不仅仅用于煤炭运输。1826年起，他担任鲁尔奥特市议会议员。
1807年12月，他与亨丽埃特·玛格达莱娜·胡伊森结婚，后者是弟弟弗朗茨之妻弗里德里克的姐姐。两人育有三名子女。他去世时，留下妻子亨丽埃特、儿子卡尔·哈尼尔、阿尔冯斯·哈尼尔和女儿伯莎·哈尼尔，伯莎嫁给她的表兄胡戈·哈尼尔。
格哈德·哈尼尔大概从19世纪初开始，特别是1830年代初期，陆续参股鲁尔区十几家煤矿。